# 리카르도 로페스 펠리페
리카르도 로페스 펠리페(스페인어: Ricardo López Felipe, 1971년 12월 30일, 마드리드 지방 마드리드 ~)는 줄여서 리카르도(스페인어: Ricardo)로 알려진 스페인의 전 축구 선수로, 현역 시절 골키퍼로 활동하였다.
그는 15시즌 넘게 라 리가 279경기 출전을 달성했는데, 아틀레티코 마드리드에서 프로 무대에 첫 발을 디딘 후 고전하던 그는 바야돌리드에서 4년, 오사수나에서 8년을 보내며 현역 시절 대부분을 보냈다. 그는 프리미어리그의 맨체스터 유나이티드에서 2년을 보내기도 했다.
리카르도는 스페인 국가대표팀 경기에 두 경기 출전했고, 2002년 FIFA 월드컵에 참가한 선수단에 이름을 올리기도 했다.

## 클럽 경력

### 아틀레티코 마드리드와 바야돌리드
마드리드 출신이 리카르도는 아틀레티코 마드리드에서 프로 생활을 시작했는데, 주로 2군 소속으로 활동하여 1998년까지 성인부 소속으로 활동했다. 호세 프란시스코 몰리나의 존재로 출전 기회를 잡기 힘들었던 그는 1997년 6월 2일에 3-2로 이긴 사라고사와의 1996-97 시즌 원정 경기에 딱 1번 출전한 것이 1군 출장 기록의 전부였다.
이후, 리카르도는 또다른 라 리가 구단 바야돌리드로 이적했다. 그는 바야돌리드 소속으로 4년을 보내 2001-02 시즌에 주전으로 활약해, (리그 38경기에 전부 출전했다.) 그 노고를 인정받아 스페인 국가대표팀 선수단에 승선했고, 비록 출전하지는 못하였으나, 2002년 FIFA 월드컵에 참가한 선수단에도 이름을 올렸다.

### 맨체스터 유나이티드
2002년 8월 30일, 리카르도는 잉글랜드의 맨체스터 유나이티드와 3년 계약을 맺고 £1.5M에 이적하였다. 부상당한 파비앵 바르테즈와 미숙한 로이 캐롤의 자리를 대신하러 맨체스터로 건너갔지만, 1군 출전 기회를 잡기가 쉽지 않았고, UEFA 챔피언스리그 4경기와 프리미어리그 1경기에 출전하는데 그쳤다. 그 중 프리미어리그에서 출전한 유일한 경기는 2003년 4워 19일자 블랙번 로버스와의 경기로, 출장하자 마자 앤디 콜을 넘어뜨려 페널티 킥을 헌납했지만, 블랙번 로버스의 주자 데이비드 던을 막아내어 3-1 승리에 보탰다.
2003년 8월 23일, 리카르도는 2003-04 시즌에 라싱 산탄데르로 임대 이적하기로 합의를 보았는데, 계약서에는 이듬해 6월 영구 이적할 수도 있다는 조항이 붙었다. 스페인에 복귀한 리카르도는 스페인 스포츠 일간지 AS와의 면담에서 다음과 같이 말했다:

"저는 후진하는 것이 아닙니다. 저는 제의를 받았을 때, 스페인으로 복귀할 기회를 잡아서 기뻤습니다. 저는 스페인 리그가 그리웠습니다 ... 저는 맨체스터에 감사를 표할 뿐입니다. 구단은 저에게 융숭히 대접했습니다. 좋은 경험이었고, 그만한 가치가 있었습니다."

라싱 산탄데르가 1부 리그에서의 강등을 간신히 면한 후, 리카르도는 맨체스터 유나이티드로 복귀해 바르테즈의 등번호 1번을 인수할 야망을 표했다. 그러나, 1군에 또다시 기회를 얻지 못하고 캐롤의 성장과 팀 하워드의 영입으로 출전 기회를 한 번도 잡지 못했다.

### 오사수나
리카르도는 2004-05 시즌 종료 후 자유이적으로 맨체스터 유나이티드에서 방출되었다. 이후, 그는 오사수나와 2년 계약을 맺고 이적했고, 나바라 연고 구단의 붙박이 주전이 되어 처음 3시즌에 걸쳐 100경기 이상 출전했다. 그는 2년차에 소속 구단의 UEFA컵에서 12경기에 출전해 준결승행을 도왔으나, 2008-09 시즌에 로베르토가 들어오면서 중도에 주전 직위를 잃었다. 그러나, 이듬 시즌부터 리카르도는 다시 주전으로 올라섰고, 40대가 거의 되어가는 데에도 오사수나 경기에 결장하는 경우가 거의 없었다. 그러나, 2011-12 시즌, 호세 루이스 멘딜리바르 감독의 휘하에, 그는 선수단의 3번째 수문장으로 직위가 떨어졌다.
2013년 1월, 리카르도는 아시에르 리에스고가 발 부상을 당하자 은퇴를 번복하고 오사수나에 긴급히 다시 합류했다. 41세인 리카르도는 스페인 1부 리그 최고령 출전 2위를 기록했는데, 그보다 고령의 출전 기록을 지닌 선수는 1935년 레알 소시에다드의 해리 로우밖에 없었다.
리카르도는 2012-13 시즌이 끝나고 영구적으로 은퇴했는데, 그는 "제가 축구를 그만둔 것이 아니라, 축구가 저를 그만두었습니다"라고 말했다.

## 국가대표팀 경력
리카르도는 스페인 국가대표팀 경기에 2번 출전했는데, 1번째 경기는 2001년 11월 14일 멕시코와의 친선경기였다. 이듬해 여름, 1-1로 비긴 헝가리와의 푸슈카시 페렌츠의 헌정 경기에서, 그는 2번째이자 마지막 국가대표팀 경기에 출전하였다. 두 경기 모두 이케르 카시야스와 교체되어 들어가 출전했다.

## 감독 경력
후안 카를로스 가리도 감독의 추천으로, 리카르도는 2013년 6월에 클뤼프 브뤼허의 골키퍼 코치가 되었다. 10월 말, 후보와 3순위 골키퍼가 부상으로 출전할 수 없게 되자, 선수 출전권을 물색하기도 했다. 2014년 7월을 기점으로 그는 일본 국가대표팀과 아스널의 아시아 유소년부 지부의 같은 직위를 동시에 맡았다.
2018년 1월 2일, 리카르도는 스페인 세군다 디비시온 B의 라싱 페롤 감독으로 임명되었다.
2019년 6월 13일, 그는 전 소속 구단인 바야돌리드의 청년부 (U-19) 감독이 되었다.

## 수상
아틀레티코 마드리드
- 코파 델 레이: 1995–96